# Cathubodua
Cathubodua, var en gudinna i keltisk mytologi. 
Hon dyrkades i Gallien. 
Hon tycks ha varit en strids- och segergudinna. 